# Bronzetto

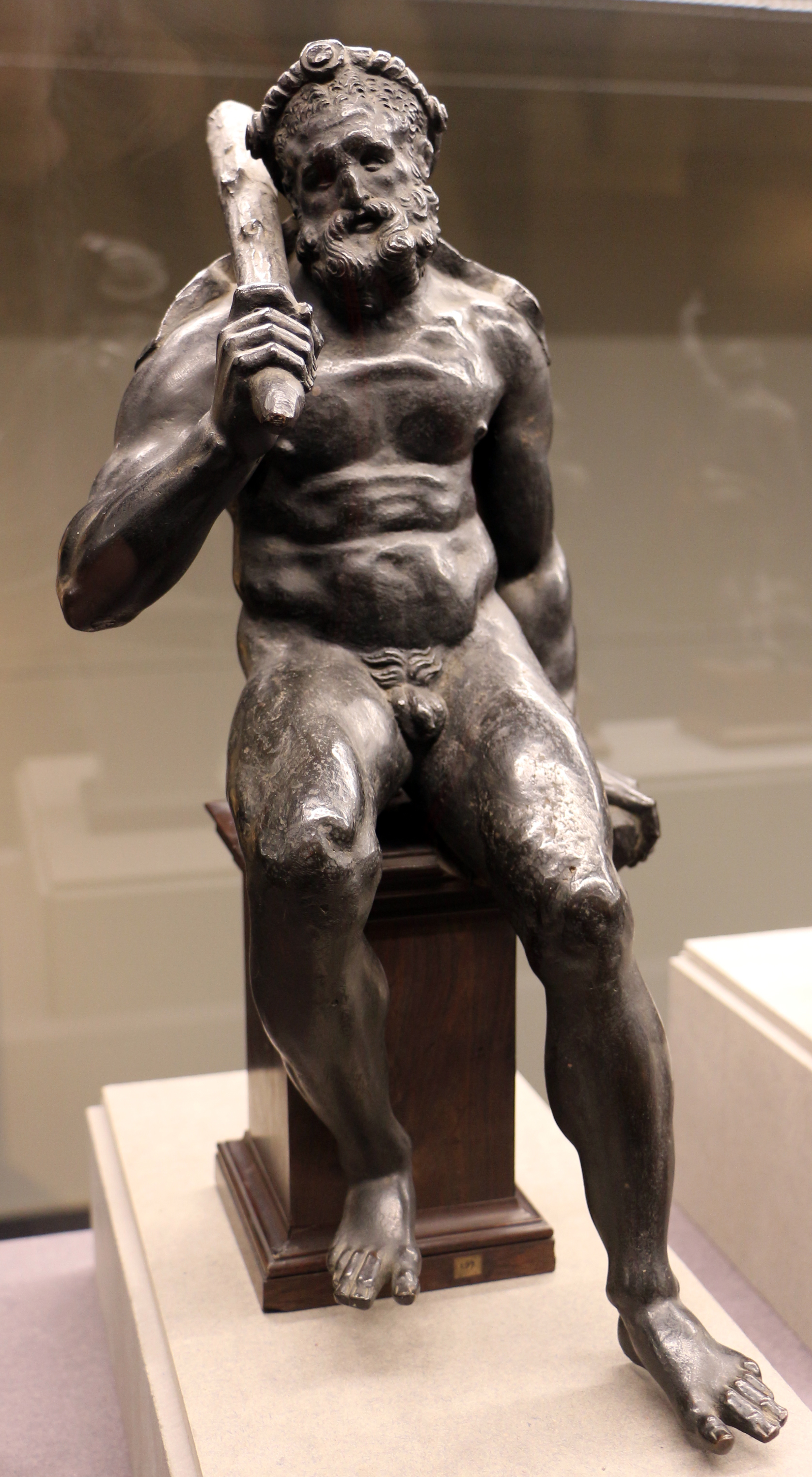
Ercole seduto (Epitrapezios), 50 a.C.-50 d.c. circa, Museo archeologico nazionale di Firenze

Il bronzetto è un tipo di scultura di dimensioni piccole, o medio-piccole, tipicamente in bronzo, ma per estensione può comprendere anche il piombo e altre leghe metalliche. 

## Storia
Nel mondo antico era diffusa la produzione di statuette in bronzo, con funzione religiosa e apotropaica. Tipiche sono le figurine votive di offerenti che venivano vendute presso i santuari, e che sono diffuse in tutte le culture del Mediterraneo, dalla civiltà nuragica a quella egizia, da quella fenicia a quella etrusca, fino al mondo greco-romano. In età ellenistica alcuni bronzetti di divinità vanno a decorare le edicole delle principali residenze patrizie, raggiungendo un altissimo livello qualitativo.
La "fame di metalli" nel Medioevo segna il tramonto di questo tipo di arte, che risorge solo nel Rinascimento, inizialmente come citazione dell'antico, poi consolidandosi come genere decorativo a sé stante, parallelamente alla produzione di altri piccoli oggetti in bronzo (medaglie, placchette, oggetti d'uso). La cultura del bronzetto rifiorisce inizialmente a Padova, tra gli allievi di Donatello, per poi progredire in altri centri come Mantova, Venezia, Bologna, Firenze e Roma. 
A fine del Cinquecento alcuni artisti stranieri (come Willem van Tetrode) si formano in questi centri, portando successivamente l'arte del bronzetto alle corti manieriste di tutta Europa.
Al bronzetto si dedicarono alcuni grandi nomi della scultura, come Giambologna, Bernini, Canova. Spesso venivano realizzate in piccole dimensioni statue celebri, antiche e moderne, per decorare gli studioli di nobili e di personaggi di cultura. Nel corso del Settecento si diffuse la moda di ricoprire i bronzetti di foglia d'oro.
Mai tramontato nemmeno tra Otto e Novecento, il bronzetto è ancora un genere praticato dagli artisti.